# Zapotitlán

Zapotitlán é uma cidade da Guatemala do departamento de Jutiapa.